# Nierembergia riograndensis
Nierembergia riograndensis är en potatisväxtart som beskrevs av A.T. Hunziker och A.A. Cocucci. Nierembergia riograndensis ingår i släktet Nierembergia och familjen potatisväxter. Inga underarter finns listade i Catalogue of Life.